# 장기원
장기원(張起元, 1903년 ~ 1966년 11월 5일)은 대한민국의 수학자이다. 평안북도 룡천에서 태어났다. 외과 의사 장기려와는 사촌 관계이다. 룡천 의성보통학교와 선천 신성중학교를 졸업했다. 1921년 연희전문학교 수물과에 입학해 1925년 졸업했다. 이듬해 일본 도호쿠 제국대학 수학과에 입학해 1929년 졸업했다. 1929년 이화여전 교수를, 1940년에는 연희전문학교 수물과 전임강사를 하였다. 1960년부터 1966년까지는 대한수학회 회장을 역임하였다.
그는 1966년 11월 5일, 앓고 있던 지병인 만성 폐렴으로 인한 뇌진탕 증세로 인하여 향년 64세로 사망하였다.